# Saab T-17 Supporter
Saab MFI-15 Safari / Saab MFI-17 Supporter eller Saab MFI-17 Mushshak (Dansk militær designation T-17) er et svenskbygget propelfly udviklet af Malmö Flygindustri, senere overtaget af Saab. Flyet anvendes blandt andet af Flyvevåbnet og Luftforsvaret, men har aldrig været anvendt af det svenske Flygvapnet.

## Design og udvikling
I 1958 mens ingeniør Björn Andreasson arbejdede ved Convair i San Diego, Californien, udviklede han som hjemmebyggeprojekt et lille, let og temmelig kantet fly: BA-7. Efter han flyttede tilbage til Sverige og arbejdede for AB Malmö FlygIndustri (MFI), videreudviklede han sin BA-7 til MFI-9 Junior. Denne blev også produceret på licens som Bölkow Bo 208 Junior. I 1963 blev en version, „MFI-9B Mil-Trainer“ tilbudt Flygvapnet som let kampfly og primær træner. Sverige købte i stedet for Scottish Aviation Sk 61 Bulldog som elementærskolefly.
Efter endnu et navneskifte, til „FPL-801“, hentede Carl Gustaf von Rosen i 1969 fem fly til Gabon, og fløj dem derfra i Biafrakrigen.
MFI blev i mellemtiden overtaget af SAAB, MFI-9 blev videreudviklet, og den 11 Juli 1969 fløj prototypen (SE-301) af Saab MFI-15 „Safari“ første gang. Den blev markedsført som to/tresædet civilt/militært skolefly, og som let fly til generel anvendelse. Den havde en 119 kW Avco Lycoming IO-320-B2 4-cylindret luftkølet boksermotor, og en konventionel hale. Halen blev ændret til en T-hale, for at kunne operere fra intermistiske og dårligt forberedte flyvepladser uden at risikere stenslag. Den 26 Februar 1971 fløj prototypen med den noget kraftigere Avco Lycoming IO-360-A1B6 motor, som blev standard i produktionsversionen.
Den 6 Juli 1972 fløj den militære Saab MFI-17 første gang. Den var ændret fra „Safari“ ved at være mere specifikt udstyret som militært skolefly, til artilleriobservation eller fremskudt kontrol og liason; senere fik den navnet „Supporter“. Erfaringerne fra Biafra opmuntrede Saab til at modificere Supporter'en med hardpoints under vingerne, så den f.eks kunne medføre raketter eller maskinvåben. Dermed kan Supporter'en anvendes til Close Air Support eller COIN operationer.
I August 1978 blev en prototype af Safari'en testet med en turboladet sekscylindret 157 kW Continental boksermotor. Den fik navnet Safari TS, men gik ikke i produktion. En variant fabrikeret af komposite materialer, mulighed for anvendelsen af ski som landingsstel, og med forlængede vinger blev testet som MFI-18 i 1980'erne i Sverige, men gik heller ikke i produktion.
„Supporter“ er et skuldervinget monoplan med afstræbede vinger og fast næsehjulsunderstel, men kan bestilles med halehjul i stedet for. Den har et side-by side lukket cockpit med dobbeltstyring og plads til 2 - og dermed fremragende mulighed for "Nu skal jeg vise dig..." undervisning - og optionelt et tredje passager/observatørsæde bag de to andre. De to primære sæder er foran vingens hovedbjælke, hvilket giver et fremragende udsyn, og vingerne har negativ pilform (er bøjet fremad) for at bibeholde et korrekt tyngdepunkt og opdriftscenter.

## Operationel historie

### Produktion
De fleste af de 250 fuldt samlede fly, der blev produceret af Saab, blev købt af private ejere.
Safari'en blev produceret som 'kit' (halvfærdigt byggesæt) under navnet 'Mushshak' (Urdu: 'مشاق' - kan nogenlunde oversættes til 'dygtig' eller 'kompetent') med henblik på færdigsamling i Pakistan. I alt 92 kits blev leveret til Pakistans Luftvåben. En senere batch på 120 fly blev bygget fra bunden i Pakistan.
Inklusive de 212 pakistansk samlede eller lokalt byggede fly, er der i alt blevet bygget 462 Safari, Supporter og Mushshak

### Danmark
Flyvevåbnet og Hærens Flyvetjeneste indkøbte 32 fly, som blev leveret fra efteråret 1975. Flyet anvendes primært af Flyvevåbnets flyveskole til at udvælge pilotaspiranter og vedligeholde flyvestatus. Flyet anvendes desuden som let observationsfly, forbindelsesfly og f.eks. trafikovervågning for Rigspolitiet. T-17 afløste de Havilland Canada Chipmunk, hvor elev og instruktør sad i tandem. I T-17 sidder de ved siden af hinanden, og i et rum bag cockpittet kan en tredje person flyve med.
Selv om de danske T-17 burde kunne anvendes til Close Air Support har de endnu ikke været benyttet i denne rolle. Indtil videre er denne opgave blevet løst af Flyvevåbnets F-16 jagerbombere.

### Norge
Det Kongelige Norske Luftvåben (Luftforsvaret) købte deres Safari'er i 1981. Der er 16 stk. stationeret ved Luftforsvarets flyveskole på Bardufoss Flyvestation, tilhørende 139. Air Wing.
Udover normal skoleflyvning, bruger Nordmændene Safarier til deres opvisningsteam, "The Yellow Sparrows".

### Pakistan
Pakistan anskaffede et antal MFI-17 til tjeneste ved Pakistans Luftvåbens Flyveskole ("Pakistan Air Force College of Flying Training (CFT)"). Skolen har to typer jetskolefly ud over MFI-17, den Amerikanske Cessna T-37 Tweet og den Kinesisk/Pakistanske Karakorum-8 (en variant af Hongdu JL-8).
I 1981 fik Pakistan eneret på at producere MFI-17 Mushshak. Flyet er blevet videreudviklet til MFI-395 Super Mushshak med en Lycoming IO-540 195kW (260hk) motor med en tre-bladet propel. Super Mushshak har ud over den større motor fået et væld af mindre opgraderinger, som f.eks. cockpit air-conditioning og mere avanceret elektronisk instrumentering.

## Varianter
- MFI-15 Safari – oprindelig civil udgave.
- MFI-17 Supporter – Saab's betegnelse for den militære udgave (dansk NATO-designation T-17).
- Saab Safari TS – En prototype udstyret med en 157 kW (210 hk) turboladet stempelmotor.
- MFI-17 Mushshak (Urdu: مشاق) – MFI-17 Supporter fremstillet på licens af Pakistan Aeronautical Complex.
- PAC Super Mushshak – Opgraderet version af MFI-17 Mushshak.

## Operatører

### Civile operatører
De fleste af de 250 fuldt samlede fly, der blev produceret af Saab, blev købt af private ejere. Det er uvist hvor mange der p.t. er flyvedygtige, men det må antages at det er flertallet.
Der er to MFI-15 registreret i Danmark. Den ene er malet som dansk militær T-17, med den ikke-eksisterende registrering 'T-433'. 

### Militære operatører
Danmark
- Flyvevåbnet – 32 stk. T-17[9]

 Iran
- Den Islamiske Republik Iran's Luftvåben (Islamic Republic of Iran Air Force (IRIAF); persisk: نیروی هوایی ارتش جمهوری اسلامی ایران) - 'Mushshak', 25 stk.

 Norge
- Det Kongelige Norske Luftvåben (norsk: Luftforsvaret) – 16 stk. MFI-15

 Oman
- Oman's Kongelige Luftvåben (Royal Air Force of Oman (RAFO); arabisk: سلاح الجو السلطاني عمان, Silāḥ al-Jaww as-Sulṭāniy ‘Umān) – 8 'Mushshak'

 Pakistan
- Det Pakistanske Luftvåben (Pakistan Air Force (PAF); urdu: پاک فِضائیہ - 'Mushshak', 28 stk leveret af Saab, 92 samlet af kits, herefter egenproduktion, i alt 149

 Saudi Arabia
- Det Kongelige Saudiarabiske Luftvåben (Royal Saudi Air Force (RSAF); arabisk: القوات الـجوية الـملكية الـسعودية, al-quwwāt al-ğawwiyyah al-malakiyyah as-suʿūdiyyah) – 20 'Mushshak'

 Syrien
- Syriens Luftvåben (The Syrian Arab Air Force; arabisk: القوات الجوية العربية السورية, Al Quwwat al-Jawwiyah al Arabiya as-Souriya) – 6 'Mushshak'

## Tidligere Operatører
Sierra Leone
- Sierra Leones Væbnede Styrker (The Republic of Sierra Leone Armed Forces (RSLAF)) – 2 stk.

 Zambia
- Det Zambianske Luftvåben (Zambian Air Force (ZAF)) – 20 stk.

## Specifikationer (T-17)
| Reference = Forsvaret.dk |                                                             |  |
| Besætning:               | tre: instruktør, elev og passager                           |  |
| Længde:                  | 7,00 m                                                      |  |
| Højde:                   | 2,60 m                                                      |  |
| Spændvidde:              | 8,85 m                                                      |  |
| Vingeareal:              | 11,90 m²                                                    |  |
| Tomvægt:                 | 690 kg                                                      |  |
| Max. startvægt:          | 1.200 kg                                                    |  |
| Motor:                   | Avco Lycoming IO-360-A1B6 luftkølet 4-cylindret boksermotor |  |
| Motoreffekt:             | 200 hk / 149 kW                                             |  |
| Max. fart:               | 285 km/t                                                    |  |
| Marchfart:               | 190 km/t                                                    |  |
| Rækkevidde:              | 700 km                                                      |  |
| Max.flyvehøjde:          | 3000 m                                                      |  |
| Bomber:                  | 700 kg på seks våbenstationer                               |  |
| Missiler:                | Bofors Bantam (pak.)                                        |  |
|                          |                                                             |  |
|                          |                                                             |  |
|                          |                                                             |  |
|                          |                                                             |  |

## Eksterne links
- Wikimedia Commons har flere filer relateret til Saab T-17 Supporter
- Flyveskolen
- Flyveskolen – Skolefly
- Yellow Sparrows demonstrerer luftakrobatik med Safari.